# Nan-siung
Nan-siung (čínsky pchin-jinem Nánxióng, znaky 南雄) je městský okres v městské prefektuře Šao-kuan ležící na severu provincie Kuang-tung v Čínské lidové republice. Na severu, východě a jihovýchodě hraničí Nan-siung s provincií Ťiang-si.

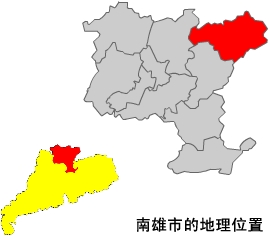
Vpravo červeně městský okres Nan-siung v šedé městské prefektuře Šao-kuan, vlevo Šao-kuan ve žluté provincii Kuang-tung